# 201-я воздушно-десантная бригада
201-я воздушно-десантная бригада имени С. М. Кирова (201-я вдбр) — воинское соединение Сухопутных войск, позже ВДВ, в РККА Вооружённых Сил Союза Советских Социалистических Республик, принимавшее участие в Великой Отечественной войне.

## История

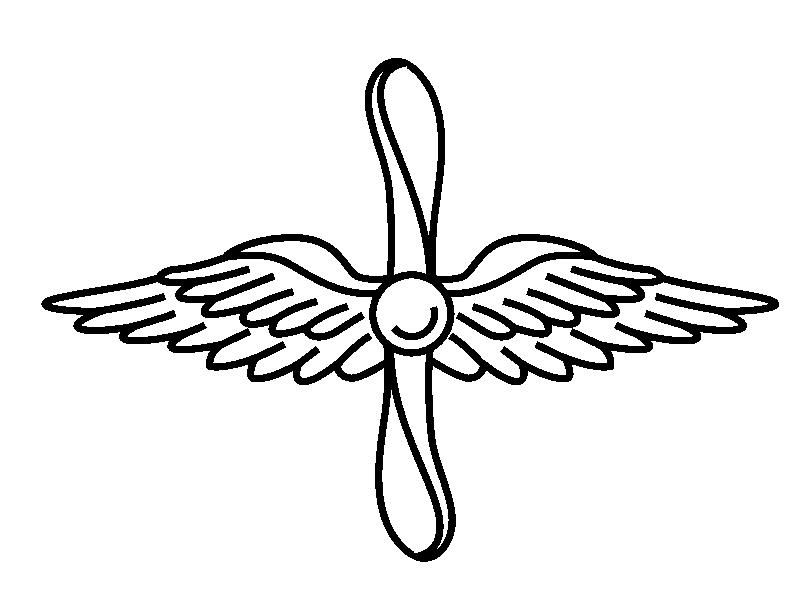
Знак — эмблема на петлицы (погоны) родов войск и служб ВС СССР: Военно-Воздушные Силы, введена приказом НКО СССР № 33, от 10 марта 1936 года (исправлениями и дополнениями, введёнными приказами НКО СССР № 165, от 31 августа 1936 года, № 93 от 30 марта, № 121 от 12 апреля 1942 года, № 25 от 15 января и № 310 от 12 ноября 1943 года.

Бригада сформирована в Пушкине летом 1938 года на базе 3-й авиадесантной бригады особого назначения.
Приказом Народного комиссара обороны СССР № 0128 от 8 июля 1938 года бригаде было присвоено имя С. М. Кирова.
Принимала участие в Польском походе, Зимней войне и в Бессарабском походе.

### 1940 год
Авиадесантные бригады Южного фронта были заблаговременно сосредоточены по железной дороге в исходный для десантирования район города Борисполь Киевской области — 204-я авиадесантная бригада, Калиновка — 214-я авиадесантная бригада, Скоморохи — 201-я авиадесантная бригада. Протяжённость маршрута от исходного района до района десантирования составляла в среднем 350 километров.
20 июня 201-я авиадесантная бригада Ленинградского военного округа, которая не была использована в Эстонии, получила приказ Генштаба о перебазировании в распоряжение Южного фронта.
25 июня бригада из Сольцов была переброшена к 25 июня в Скоморохи.
28 июня. Освободительный поход в Бессарабию
В 11 часов после получения ответа румынского правительства советские войска получили новую задачу — занять Бессарабию и Северную Буковину.
Военный совет Южного фронта отдал войскам директиву № А00149, которой поставил новую задачу войскам Южного фронта — быстрым выдвижением к реке Прут закрепить за СССР территорию Буковины и Бессарабии.
В 23.00 Военный совет Южного фронта передал Военным советам армий директиву № 00150, в которой ставились задачи на второй день похода:
- Армиям фронта, действуя в составе, установленном директивой моей № 00149, с утра 29.6 продолжать движение и занять северную Буковину и Бессарабию и к исходу 30.6 выйти к новой государственной границе.
- 9-й армии — выйти 29.6 на рубеж Пырлица, Ганчешты, Дезгинже.

30 июня
В 00.15 начальник Генштаба Маршал Советского Союза Б. М. Шапошников сообщил находящемуся в городе Тирасполь народному комиссару обороны СССР Маршалу Советского Союза С. К. Тимошенко и командующему войсками Южного фронта генералу армии Г. К. Жукову о продлении срока эвакуации румынских войск до 14.00 3 июля. На основании полученной информации Военный совет Южного фронта издал директиву № 00151, в которой было сказано, армии фронта, продолжая выдвижение к новой границе, к исходу 29.6 заняли северную Буковину и заканчивают занятие Бессарабии. Далее приказывалось:
- 9-й армии передовыми частями 35 ск к исходу 30.6 занять и закрепиться по реке Прут на участке (иск.) с.Скулени, с.Цыганка, имея основные силы 15 мд в с. Пырлица, 95 сд в с. Ганчешты.
- 5 кк 30.6 сосредоточиться в районе Чимишлия, Комрат, Романово (см. Романовка, Бессарабка).
- 204 адбр, имея основные силы в Болград, занять и удерживать Кагул и Рени, сильными отрядами до 300 человек каждый.
- 55 ск, занимая 25 сд район Колония Старая Сарата, г. Аккерман, один сп 74 сд на машинах выбросить к исходу 30.6 в район г. Измаил, обеспечивая госграницу по линии р. Дунай, остальными силами дивизии форсированным маршем выйти в район, указанный в приказе 00150. Штабу 55 ск 30.6 перейти в Колония Старая Сарата.
- Разъяснить всему личному составу, что Советское правительство разрешило румынской армии производить эвакуацию до 14.00 3.7.40 г., поэтому все вопросы решать только мирным путём, допуская где нужно возможность нормального отхода. При отходе румынских частей не допускать производства румынскими солдатами грабежей, увода скота, подвижного состава и подвод, взятых у местного населения Бессарабии и Буковины, для чего выделить на переправы через р. Прут: от 9-й армии в с. Леушени танковый батальон с десантом; в г. Кагул один танковый полк от кавдивизии, в м. Рени танковый батальон с десантом пехоты; на переправу через р. Дунай в г. Измаил — один танковый полк от кавдивизии. Танковым полкам и батальонам выступить на указанные переправы в 05.00 30.6.1940 г.

В 04.55 командующий ВВС Южного фронта отдал приказ о переброске в г. Измаил 201-й авиадесантной бригады.
В 09.35 первый самолёт ТБ-3 с десантниками 201 адбр на борту взял курс на город Измаил.
С 09.35 до 12.15 44 самолёта ТБ-3 с 809 десантниками 201 адбр на борту взлетели и взяли курс на г. Измаил.
Около 12.20 началась посадка самолётов ТБ-3 с личным составом 201 адбр на аэродроме г. Измаил.
13.00. После выявившихся трудностей при посадке тяжёлых самолётов ТБ-3 с десантниками 201 адбр на небольшой аэродром, остальные десантники были выброшены на парашютах в 1 км севернее г. Измаил.
К 18.00 Измаил был занят 201 адбр.
К 21.00 командир 201 адбр генерал-майор И. С. Безуглый организовал охрану границы по берегу реки Дунай от м. Сату-Ноу до м. Старая Некрасовка. Румынских войск и их имущества в городе уже не было.
22.00. 201-я авиадесантная бригада находилась в г. Измаил.
К 22 часам к г. Измаил подошли передовой отряд 25 сд и танковый эскадрон 18-го танкового полка 32-й кавдивизии 5-го кавкорпуса, которые также были использованы для усиления охраны города и границы.
В город прибыли представители Одесского областного комитета ВКП(б), которые занялись организацией местного городского управления.
3 июля. Окончание освободительного похода в Бессарабию
В 14.00 советско-румынская граница была закрыта. Таким образом войска Южного фронта выполнили поставленную перед ними задачу. Главные силы приступили к изучению мест новой дислокации и плановой боевой и политической подготовке в занимаемых ими районах.
На юге Бессарабии в окрестностях г. Измаила 3 июля по указанию уездного комитета ВКП(б) в 17 населённых пунктах для организации советской власти были высажены на парашютах командиры, политработники и красноармейцы-десантники 201-й авиадесантной бригады. Это событие произвело большое впечатление на местное население.
6 июля СНК СССР принял постановление № 1193-464сс по которому территория Северной Буковины была включена в состав КОВО, а Бессарабии — в состав ОдВО и предусматривалось проведение организационных мероприятий в Красной Армии.
8 июля в 20.00 граница была передана Красной Армией под охрану пограничным войскам НКВД. На новой границе и по рекам Прут и Дунай были развёрнуты с севера на юг 97-й (Черновицкий), 23-й (Липканский), 24-й (Бельцкий), 2-й (Каларашский), 25-й (Кагульский) и 79-й (Измаильский) погранотряды Украинского и Молдавского пограничных округов.
9 июля все войска Южного фронта выдвигались к местам постоянной дислокации. 9 июля было расформировано управление Южного фронта.

### 1941 год
В действующей армии во время Великой Отечественной войны с 22 июня по 10 августа 1941 года и с 3 октября 1941 года по 29 января 1942 года.
На 22 июня 1941 года дислоцируется в Даугавпилсе, в летнем лагере на окраине города. Штатная численность — 2588 человек.
С началом войны выступила из Даугавпилса. 26 июня 1941 была выбита из города. 28 июня 1941 года переходит в наступление на город, ворвалась в него, однако удержать не смогла, и была даже отброшена дальше от города. На 30 июня 1941 года бригада в количестве 400 человек обороняет рубеж озеро Бети, Шумская.
Затем остатки бригады отступали в районе шоссе Даугавпилс — Остров, 5 июля 1941 года вместе с корпусом выведена во фронтовой резерв. С середины августа 1941 года дислоцируется в районе Иваново, в резерве Ставки ВГК.
3 октября 1941 года бригада, находясь под Ярославлем, была поднята по тревоге и на самолётах начала переброску по маршруту Коломна, Тула, десантировалась посадочным способом в районе Орла. Батальон бригады в количестве 1359 десантников высадился в Орле под огнём и сразу же вступил в бой на окраине города. В течение 3 — 4 октября 1941 года ведёт бои под Орлом, погиб полностью. Остальные части бригады развернулись северо-восточнее Орла и затем, до 11 октября 1941 года с тяжёлыми боями отступают до Мценска. После того, как 11 октября 1941 года, положение на Мценском оборонительном рубеже сравнительно стабилизировалось, бригада в составе корпуса 19 октября 1941 года перебазирована в район юго-западнее Подольска и к 20 октября 1941 года переброшена на реку Нара.
20 октября 1941 года бригада вместе с 9-й танковой бригадой перешла в наступление, но контратакой противника была потеснена в северо-восточном направлении, бой продолжался в лесах восточнее района Воробьи. 21 октября 1941 года ведёт бои западнее Бухаловки. Утром 23 октября 1941 года противник прорвал оборону бригады, обошёл её левый фланг и создал угрозу выхода в тыл обороны корпуса, однако другими частям корпуса положение было восстановлено. 24 октября 1941 года обороняется в районе Горки, Ольхово, 26 октября 1941 года части бригады вышли на восточный берег реки Нара в 1,5 километрах южнее района Горки, 27 октября 1941 года вышла на рубеж восточная окраина района Горки и вела бой за овладение районом Ольховка и в направлении района Черпишня. С 29 октября 1941 года перешла к обороне.
С 18 декабря 1941 года перешла в наступление в общем направлении на Малоярославец, приняла участие в его освобождении 2 января 1942 года. К 12 января 1942 года вышла с северо-запада к Медыни, 13 января 1942 года передовой отряд бригады перехватил шоссе Медынь — Мятлево в 2 километрах юго-западнее города, и к 14 января 1942 года, совместно с частями 53-й стрелковой дивизии и 26-й танковой бригады освободила Медынь. В ночь на 16 января 1941 из состава 1-го батальона бригады была десантирована в 20 километрах северо-западнее Медыни усиленная рота, которая действовала на путях отхода немецких войск.
18 — 22 января 1942 года 1-й и 2-й батальоны бригады в ночное время были десантированы в тыл противника в район Знаменка, Луга, Желанье (южнее Вязьмы), удалённый на 35 — 40 километров от линии фронта (часть Вяземской десантной операции), что подтверждается в мемуарах Маршала Советского Союза Г. К. Жукова.

В сорока километрах южнее Вязьмы (район Желанье) с 18 по 22 января для перехвата тыловых путей противника были выброшены два батальона 201-й воздушнодесантной бригады ….
— Четырежды Герой Советского Союза  Маршал Советского Союза  Жуков Г.К Воспоминания и размышления. Том 2. 3-е издание.   -  М.:  Издательство Агентства печати Новости , 1978. С.47.

Основная часть десанта освободив несколько сёл, наступала на юго-восток, где 28 января 1942 года в районе Варшавского шоссе соединилась с 1-м гвардейским кавалерийским корпусом, способствую прорыву последним обороны противника и началу рейда корпуса в тылу врага. Впрочем, существует и иное мнение, генерала Белова:

Мне было известно, что десять суток назад в тылу врага высадился авиадесантный отряд — два батальона парашютистов, общей численностью более семисот человек. Командовал отрядом капитан И. А. Суржик. Парашютисты имели приказ наступать на юг, на деревню Людково, и помочь нашему корпусу прорвать оборону противника. Однако активных действий отряд не вёл и практической помощи нам не оказал… Одна из рот парашютистов достигла Тырновки, где и остановилась. Проезжая через эту деревню, мы встретились наконец с десантниками. Я решил сделать в Тырновке привал. За Суржиком были посланы на лыжах несколько парашютистов, и капитан довольно быстро явился ко мне. На вопросы о том, почему он держит свои силы далеко от линии фронта, почему не наступал ни на Людково, ни на Стреленки, Суржик не мог дать вразумительного ответа. У меня сложилось впечатление, что командир парашютистов — человек чересчур осторожный, не способный действовать настойчиво и проявлять инициативу.

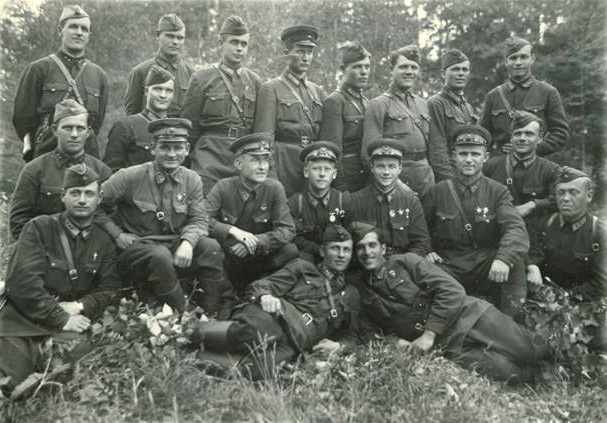
Воины 201-й Воздушно-десантной бригады
на переформировании в г. Раменское.
Июнь 1942 года

21 января 1942 года из боёв выведена, 26 января 1942 года отведена в резерв.
В июле 1942 года, в Раменском, возможно в связи с отсутствием авианосителей, бригада была переформирована в 120-й гвардейский стрелковый полк.
Во второй половине 1942 года была сформирована 10-я воздушно-десантная бригада 2-го формирования, но под таким наименованием она в боях не участвовала, в декабре 1942 года переформирована в 21-й гвардейский воздушно-десантный полк

### Периоды вхождения в Действующую армию[2]
22.06.1941 — 10.08.1941

03.10.1941 — 29.01.1942

## Состав
- управление (штаб)
- 1-й воздушно-десантный батальон
- 2-й воздушно-десантный батальон
- 3-й воздушно-десантный батальон
- 4-й воздушно-десантный батальон
- школа младшего командного состава
- отдельный артиллерийский дивизион
- отдельная зенитно-пулемётная рота
- отдельная разведывательная самокатная рота
- отдельная сапёрно-подрывная рота
- отдельная рота связи
- медицинский пункт

## В составе
| Дата                   | Фронт (округ)            | Армия      | Корпус                        | Примечания |
| ---------------------- | ------------------------ | ---------- | ----------------------------- | ---------- |
| 20 июня — 10 июля 1940 | Южный фронт (1940 года)  | 9-я армия  | —                             | —          |
| 22.06.1941 года        | Северо-Западный фронт    | —          | 5-й воздушно-десантный корпус | —          |
| 01.07.1941 года        | Северо-Западный фронт    | 27-я армия | 5-й воздушно-десантный корпус | —          |
| 10.07.1941 года        | Северо-Западный фронт    | 27-я армия | 5-й воздушно-десантный корпус | —          |
| 01.08.1941 года        | Северо-Западный фронт    | —          | 5-й воздушно-десантный корпус | —          |
| 01.09.1941 года        | Резерв Ставки ВГК        | —          | 5-й воздушно-десантный корпус | —          |
| 01.10.1941 года        | Резерв Ставки ВГК        | —          | 5-й воздушно-десантный корпус | —          |
| 01.11.1941 года        | Западный фронт           | 43-я армия | 5-й воздушно-десантный корпус | —          |
| 01.12.1941 года        | Западный фронт           | 43-я армия | 5-й воздушно-десантный корпус | —          |
| 01.01.1942 года        | Западный фронт           | 43-я армия | 5-й воздушно-десантный корпус | —          |
| 01.02.1942 года        | Резерв Ставки ВГК        | —          | 5-й воздушно-десантный корпус | —          |
| 01.03.1942 года        | Московский военный округ | —          | 5-й воздушно-десантный корпус | —          |
| 01.04.1942 года        | Московский военный округ | —          | 5-й воздушно-десантный корпус | —          |
| 01.05.1942 года        | Московский военный округ | —          | 5-й воздушно-десантный корпус | —          |
| 01.06.1942 года        | Московский военный округ | —          | 5-й воздушно-десантный корпус | —          |
| 01.07.1942 года        | Московский военный округ | —          | 5-й воздушно-десантный корпус | —          |

## Командование
Командиры:
- Безуглый, Иван Семёнович — генерал-майор (1940)
- Гадалин, Николай Григорьевич — полковник (07.05.1941 — август 1941)
- Радченков, Даниил Георгиевич — подполковник (на 08.41)
- Ковалёв, Семён Матвеевич — подполковник, полковник (?- октябрь 1941 — апрель 1942 года -?)

Военные комиссары:
- Киреев Сергей Николаевич, старший батальонный комиссар (июнь 1941 года — июль 1942 года)

Начальники штаба:
- Горюн Николай Петрович, майор (? — апрель 1942 года — ?)

## Отличившиеся воины
Награждено орденами и медалями СССР не меньше:
- орден Красного Знамени — 39
- орден Красной Звезды — 71
- медаль За отвагу — 55
- медаль За боевые заслуги — 14

## Известные люди
- Кулиев, Кайсын Шуваевич — известный балкарский поэт, в годы войны воин бригады.

## Память
- Обелиск и часовня Александра Невского на месте боя в 909-м квартале Орла.
- Памятник в деревне Воробьи на малоярославском направлении